# Eddie Rickenbacker
Edward Vernon Rickenbacker (8. oktober 1890 i Columbus, Ohio i USA – 27. juli 1973 i Zürich i Schweiz) var et amerikansk flyver-es under 1. verdenskrig og modtager af Medal of Honor. Han var også racerbilsfører, bildesigner, konsulent for den amerikanske regering i militære spørgsmål og pioner indenfor lufttransport, i særdeleshed som livslang leder af Eastern Air Lines.